# 徵信
征信的含义主要包括征信系统和征信服务。征信系统是指以信用系统（包括社会信用系统及金融大数据信用系统等）为数据源，依法收集、整理、保存、加工社会自然人、企业法人及其他组织的信用信息作为数据，并通过标准化评分模型对数据进行处理的系统。征信服务是指征信机构通过征信系统对外提供信用报告、信用评估、信用信息咨询等服务。
征信的主要目的是解决交易双方信息不对称的问题，帮助客户判断、控制信用风险，进行信用管理的活动。
徵信（Credit Checking或Credit Investigation）或稱「授信」，可以簡單視作為「對公司或個人的信用驗證工作」。但是由於中文使用的意義延伸，在台灣提到徵信，一般人都會想到徵信社。
在工商社會的環境中，正確使用徵信這個字眼，主要是銀行或企業對於另一家公司或個人，由於要提供有擔保或無擔保的貸款或受信額度，因此，必須要先針對貸款申請者或是申請受信的公司進行信用調查，也就是所謂的徵信。
一般人常見的徵信工作包含申請信用卡或貸款時的銀行審核（聯徵中心，就是專門提供銀行相關的個人資料，以便於銀行評估個人的信用卡額度或貸款額度）、公司和公司交易過程中，由A公司先提供B公司一定的信用額度前的審核工作（中華徵信所及中華信評主要是提供這個部份的服務，但前者提供的是短期信用狀況評估，後者提供的是中長期信用狀況評估，有些許差異），都是徵信工作的一種。

## 徵信的審查內容
最常被徵信提出來的架構就是5C、3F或5P。
- 5C指的是：

1. 品格(Character)
2. 能力(Capacity)
3. 資本(Capital)
4. 擔保品(Collateral)
5. 經營條件(Condition)

- 3F指的是：

1. 個人因素(Personal Factor)
2. 財務因素(Financial Factor)
3. 經濟因素(Economic Factor)

- 5P指的是：

1. 借款戶因素(People)
2. 資金用途因素(Purpose)
3. 還款財源因素(Payment)
4. 債權保障因素(Protection)
5. 授信展望因素(Perspective)

- 5原則是：

1. 安全性
2. 流動性
3. 收益性
4. 成長性
5. 公益性